# Болонин, Александр Владимирович
Александр Владимирович Болонин (27 января 1947 — 26 августа 2016, Санкт-Петербург, Российская Федерация) — советский и российский театральный режиссёр и актёр, заслуженный деятель искусств России.

## Биография
Окончил режиссёрский факультет ЛГИТМиК (курс профессора Давида Карасика). Работал на «Ленфильме», затем на телевидении, где делал информационную программу.
В 1990 году основал драматический театр «Остров» в Санкт-Петербурге. Был бессменным режиссёром театра и художественным руководителем. Поставил 34 спектакля.
Похоронен на Волковском православном кладбище. В третью годовщину со дня смерти на могиле открыт памятник.

### Семья
- Жена — актриса Тамара Борисовна Исаева, заслуженная артистка России.

## Награды и премии
- Лауреат премии имени А. М. Володина (2004).
- Заслуженный деятель искусств России  (2007).

## Работы в театре

### Актёр
- «Гамлет» В. Шекспира — Лаэрт
- «Друзья мои, растите надо мной…» — Александр
- «...Как солнце в вечерний час...» — Антон
- «Извлечение мастера» М. Булгаков — Воланд
- «Записки нетрезвого человека» А. Володин — от автора
- «Апокриф по А.Б.В.» Л. Андреев, М. Булгаков, А. Володин — Понтий Пилат

### Режиссёр-постановщик
- «Дневник нечестного человека» по пьесе А. Н. Островского «На всякого мудреца довольно простоты»
- «Игра в жизнь» А. Мардань
- «Приглашение на казнь» по роману Вл. Набокова
- «Место действия – душа» Зинаиды Битаровой
- «Островитяне» Л. Зорина.
- «Серебряный туман»
- «Дуэт» Отто Эскина
- «Превратности любви» по рассказам А.П.Чехова
- «Не расслабляйся!» А. Брюханова
- «Телефон доверия» З. Битарова
- «Друзья мои, растите надо мной…» по произведениям Александра Володина.
- «Осенний марафон» Александра Володина
- «Седьмая квартира» В. Попова
- «Записки нетрезвого человерка» А. Володин
- «Король умирает» Э. Ионеско
- «Но вот и я — в кругу любимых» по произведениям Александра Володина
- «Шизо» («Чарли, привет») по произведениям Д.Киза, С.Беккета, Г.Пинтера, Э.Ионеско, Ф. Аррабаля
- «Гордый, одинокий, несчастный…» по мотивам произведений А.М. Володина
- «Кастручча» Александра Моисеевича Володина
- «Без вины виноватые» А. Н. Островского
- «Холодная зима 37-го» по пьесе Булгакова «Пушкин»
- «Коммерсанты (Драматические хроники 90-х.)» по роману Ильи Штемлера
- «Папашины игрушки» Д. Урнявичюте
- «Вековуха» по произведениям С.Залыгина, А.Платонова, В.Тендрякова
- «...Как солнце в вечерний час...» по письмам и дневникам А. П. Чехова и О. Л. Книппер-Чеховой
- «Апокриф по А.Б.В.» Л. Андреев, М. Булгаков, А. Володин
- «Извлечение мастера» М. Булгаков
- «Гамлет» В. Шекспира
- «Путешествия с тетушкой» По роману Грэма Грина.

## Фильмография
1. 1978 — Поздняя встреча — эпизод
2. 1980 — День на размышление — эпизод
3. 1981 — 20 декабря — эпизод
4. 1981 — Куда исчез Фоменко? — капитан милиции
5. 1982 — Желаю вам…
6. 1983—1984 — Чокан Валиханов — Семёнов (нет в титрах)
7. 1993 — Вива, Кастро! — эпизод
8. 2001 — Бандитский Петербург. Фильм 3. Крах Антибиотика (1-2 серии) — профессор
9. 2002 — Улицы разбитых фонарей 4 (26-я серия «Тонкости бизнеса») — банкир
10. 2003 — Игра без правил — эпизод
11. 2005 — Опера-2. Хроники убойного отдела (фильм 19 «Воспитатель») — Форшман, директор школы